# (20518) Rendtel
(20518) Rendtel (1999 RC36) – planetoida z pasa głównego asteroid okrążająca Słońce w ciągu 5,74 lat w średniej odległości 3,21 j.a. Została odkryta 12 września 1999 roku przez André Knöfela.